# Andrea Reyes
Andrea Carolina Reyes Saldías (Santiago) es una profesional experta en políticas públicas para la igualdad de género. Tiene una amplia trayectoria laboral en el Servicio Nacional de la Mujer (SERNAM) donde, entre otros cargos, se desempeñó como Subdirectora durante el primer gobierno de la presidenta Michelle Bachelet, desde 2009 hasta 2010 y en el Ministerio de la Mujer y la Equidad de Género.

## Estudios
Estudió educación parvularia en la Universidad Metropolitana de Ciencias de la Educación. Luego realizó un magíster en ciencias sociales y doctrina social en el Instituto Latinoamericano de Doctrina y Estudios Sociales (ILADES) y otro magíster en política social y servicios sociales en la Universidad de Deusto, España. Así también, se diplomó en género, políticas públicas y desarrollo, en el «Centro Interdisciplinario de Estudios de Género» de la Universidad de Chile.
Está casada y es madre de tres hijos y una hija.

## Trayectoria política
Ha tenido una amplia trayectoria profesional en el Servicio Nacional de la Mujer desde su creación en 1991. Se desempeñó como orientadora social del programa «Centros de Información de los Derechos de la Mujer» (CIDEM), durante la presidencia de Patricio Aylwin. Fue subcoordinadora nacional del programa de «Prevención de Violencia Intrafamiliar» entre 1993 y 1995. También fungió como profesional de apoyo del programa «Temporeras». En 1998 fue asesora de la ministra directora del Sernam, Josefina Bilbao.
Entre abril de 1999 y diciembre del 2000 fue coordinadora nacional del «Programa de Prevención de Embarazo Adolescente», durante la administración de Eduardo Frei Ruiz-Tagle. Asimismo, entre enero de 2001 y agosto de 2005 ejerció como coordinadora nacional del programa «Sexualidad y Salud Sexual y Reproductiva», bajo el gobierno de Ricardo Lagos. Desde septiembre de 2005 hasta marzo de 2006 fue directora regional Metropolitana del Sernam. Desde abril de 2006 a octubre de 2009, se desempeñó como jefa del «Departamento de Coordinación Intersectorial» de dicho organismo. El 1 de noviembre de ese año, asumió como subdirectora del Sernam, designada por la presidenta Michelle Bachelet. Ejerció el cargo hasta el final de la administración en marzo de 2010. Entre 2010 y 2016, ejerció como jefa del «Departamento de Coordinación Intersectorial» de la misma institución, y a partir de 2016, forma parte de la «División de Políticas de Igualdad» del Ministerio de la Mujer y la Equidad de Género, hasta 2023.
Es autora de diversas publicaciones del Servicio Nacional de la Mujer en materia de maternidad y trabajo; seguridad social en Chile; violencia intrafamiliar; derecho a la educación e igualdad de oportunidades; sexualidad responsable; entre otros.